# Villard-Notre-Dame
Villard-de-Lans é uma comuna francesa na região administrativa de Auvérnia-Ródano-Alpes, no departamento de Isère.